# Osborne Reynolds
Osborne Reynolds (n. 23 august 1842, Belfast – d. 21 februarie 1912, Somerset) a fost un om de știință britanic (originar din Irlanda), matematician, fizician și inginer, specializat în dinamica fluidelor.
A dat o explicație completă a discordanței înregistrate între datele experimentale și cele teoretice disponibile la acea dată, punând în evidență existența a două regimuri de mișcare a fluidelor: laminar și turbulent. Studiile sale experimentale, devenite clasice, au contribuit decisiv la clarificarea problemelor legate de viscozitatea fluidelor și de curgerea în regim turbulent.
De numele său este legat Numărul Reynolds (Re), o mărime adimensională folosită în mecanica fluidelor pentru caracterizarea unei curgeri, în special a regimului de mișcare: laminar, tranzitoriu sau turbulent.
De asemenea, studiile sale referitoare la transferul de căldură dintre solide și lichide au dus la inovații în proiectarea cazanelor de încălzire și a condensatoarelor termice.

## Biografie
Osborne Reynolds s-a născut la 23 august 1842 în Belfast (pe atunci în Regatul Unit al Marii Britanii și Irlandei). Încă din copilărie s-a mutat împreună cu părinții săi la Dedham, Essex. Tatăl său a lucrat ca director de școală și cleric; el era, de asemenea, un matematician capabil și foarte interesat de mecanică, obținând o serie de brevete de îmbunătățire a echipamentelor agricole.
Osborne Reynolds și-a făcut studiile superioare la Colegiul Queens' din Cambridge, absolvind în 1867; a fost al șaptelea absolvent (în ordinea mediilor) în matematică. 
În 1868 a fost numit Professor of Engineering (profesor de inginerie) la Colegiul Owens din Manchester (în prezent Universitatea din Manchester), devenind în acel an unul dintre primii profesori universitari din Marea Britanie deținând acest titlu.
Reynolds și-a desfășurat întreaga activitate universitară la Colegiul Owens (care a devenit în 1880 o componentă a nou-înființatei Universități Victoria din Manchester). A fost ales Fellow of the Royal Society (membru al Royal Society) în 1877 și a fost distins cu Royal Medal în 1888. S-a pensionat în anul 1905.
Osborne Reynolds a murit la 21 februarie 1912 în Somerset. 

## Contribuții științifice

Experiențele lui Reynolds care au pus în evidență regimurile de curgere (laminar și turbulent)

Cele mai importante contribuții științifice ale lui Osborne Reynolds sunt considerate a fi cele din domeniul hidrodinamicii, îndeosebi studiul curgerii fluidelor sub presiune (în conducte). Osborne a pus în evidență, atât prin metode teoretice cât și prin metode experimentale, modul de tranziție de la curgerea în regim laminar la curgerea în regim turbulent. A introdus criteriul de similaritate dinamică caracterizat prin parametrul a-dimensional Re care îi poartă numele (Numărul Reynolds), egal cu raportul dintre forțele de inerție și forțele de frecare datorate vâscozității fluidului.
Numărul lui Reynolds a apărut prima dată în articolul său din 1883 intitulat: An Experimental Investigation of the Circumstances Which Determine Whether the Motion of Water in Parallel Channels Shall Be Direct or Sinuous and of the Law of Resistance in Parallel Channels. În acel articol, Reynolds a explicat discordanța dintre datele experimentale și cele teoretice stabilite la acea dată, punând în evidență existența celor două regimuri de mișcare a fluidelor, laminar și turbulent, precum și condițiile în care are loc tranziția dintre cele două regimuri de curgere.
De asemenea, Reynolds a propus ceea ce este acum cunoscut sub numele de Reynolds-averaging of turbulent flows - ecuațiile de mișcare Reynolds, în care vectorul viteză este exprimat ca sumă între viteza medie și componentele vitezelor fluctuante datorate turbulenței.
Contribuțiile lui Reynolds au fost valorificate nu numai de specialiștii în mecanica fluidelor ci și de specialiștii în hidraulica aplicată, îndeosebi pentru studiile experimentale la scară redusă a modelelor carenelor navelor. Însuși Reynolds a publicat o serie de lucrări științifice referitoare la proiectarea unor carene de nave optimizate hidrodinamic, lucrări publicate în Transactions of the Institution of Naval Architects.

## Principalele opere publicate
- Osborne Reynolds: Sewer gas, and how to keep it out of houses, a handbook on house drainage. MacMillan & Co. London, 1872.
- Osborne Reynolds: Papers on Mechanical and Physical Subjects, Vol. 1 (1869−1882). University Press, Cambridge, 1900.
- Osborne Reynolds: Papers on Mechanical and Physical Subjects, Vol. 2 (1881−1900). University Press, Cambridge, 1901.
- Osborne Reynolds: Papers on Mechanical and Physical Subjects, Vol. 3 (The submechanis of The Universe). University Press, Cambridge. 1903.